# Lee Kyung-won
Lee Kyung-won (Masan, 21 de janeiro de 1980) é uma jogadora de badminton sul-coreana, medalhista olímpica, especialista em duplas.

## Carreira
Lee Kyung-won representou seu país nos Jogos Olímpicos de Verão de 2000 a 2008, Nas duplas femininas, ganhou a medalha de bronze com a parceria de Ra Kyung-min em Atenas 2004 e conquistando a medalha de prata, nas duplas em Pequim 2008, com a parceira Lee Hyo-jung .